# Auto GP 2015
La stagione 2015 dell'Auto GP  è stata la sesta del campionato di Auto GP, sorto sulle ceneri del campionato Euroseries 3000. Il campionato è iniziato il 3 maggio con un weekend di gare sull'Hungaroring, e sarebbe dovuto concludersi, dopo altri 5 doppi appuntamenti, due in meno alla stagione precedente, sul Circuito di Barcellona, il 4 ottobre. In questa stagione era stato annunciato un accordo con la ISRA, società dei Paesi Bassi, organizzatrice del Campionato FA1. La collaborazione è stata poi risolta prima dell'inizio del campionato.
Il 25 giugno, a causa dello scarso numero di partecipanti, il campionato è stato sospeso, e poi, definitivamente concluso, dopo solo due weekend di gara. L'ex pilota di F1, Antônio Pizzonia, ha concluso in testa nella classifica riservata ai conduttori, mentre la Zele Racing in quella riservata ai team.

## La pre-stagione

### Calendario
Il calendario è stato presentato il 22 dicembre. Inizialmente non era stata ancora definita la sesta, e ultima, data. Successivamente, il 1º aprile, gli organizzatori hanno deciso di cancellare la prima gara, che si sarebbe dovuta svolgere sul Circuito Moulay El Hassan di Marrakech, a causa della situazione politica del Paese. Successivamente il campionato è stato sospeso, e poi concluso, dopo due soli appuntamenti.
| Gara | Gara | Circuito                           | Giri                                                | Lunghezza                                           | Data        | Ora   | Supporto              |
| ---- | ---- | ---------------------------------- | --------------------------------------------------- | --------------------------------------------------- | ----------- | ----- | --------------------- |
| 1    | G1   | Hungaroring, Mogyoród              | 19                                                  | 19 x 4,381 km = 83,239 km                           | 2 maggio    | 12:35 | WTCC 2015             |
| 1    | G2   | Hungaroring, Mogyoród              | 20                                                  | 20 x 4,381 km = 87,620 km                           | 3 maggio    | 12:15 | WTCC 2015             |
| 2    | G1   | Circuito di Silverstone            | 9                                                   | 9 x 5,891 km = 53,019 km                            | 23 maggio   | 13:25 | Blancpain Series 2015 |
| 2    | G2   | Circuito di Silverstone            | 8                                                   | 8 x 5,891 km = 47,128 km                            | 24 maggio   | 13:30 | Blancpain Series 2015 |
| 3    | G1   | Circuito Paul Ricard, Le Castellet | Cancellate a causa dello scarso numero di iscritti. | Cancellate a causa dello scarso numero di iscritti. | 28 giugno   |       | WTCC 2015             |
| 3    | G2   | Circuito Paul Ricard, Le Castellet | Cancellate a causa dello scarso numero di iscritti. | Cancellate a causa dello scarso numero di iscritti. | 28 giugno   |       | WTCC 2015             |
| 4    | G1   | Circuit Park Zandvoort             | Cancellate a causa dello scarso numero di iscritti. | Cancellate a causa dello scarso numero di iscritti. | 12 luglio   |       | DTM 2015              |
| 4    | G2   | Circuit Park Zandvoort             | Cancellate a causa dello scarso numero di iscritti. | Cancellate a causa dello scarso numero di iscritti. | 12 luglio   |       | DTM 2015              |
| 5    | G1   | Circuito Masaryk, Brno             | Cancellate a causa dello scarso numero di iscritti. | Cancellate a causa dello scarso numero di iscritti. | 6 settembre |       |                       |
| 5    | G2   | Circuito Masaryk, Brno             | Cancellate a causa dello scarso numero di iscritti. | Cancellate a causa dello scarso numero di iscritti. | 6 settembre |       |                       |
| 6    | G1   | Circuito di Catalogna, Barcellona  | Cancellate a causa dello scarso numero di iscritti. | Cancellate a causa dello scarso numero di iscritti. | 4 ottobre   |       |                       |
| 6    | G2   | Circuito di Catalogna, Barcellona  | Cancellate a causa dello scarso numero di iscritti. | Cancellate a causa dello scarso numero di iscritti. | 4 ottobre   |       |                       |

### Test
| Circuito                | Data                 | Pilota più veloce | Team              | Tempo    |
| ----------------------- | -------------------- | ----------------- | ----------------- | -------- |
| Autodromo di Vallelunga | 2 marzo (mattina)    | Francesco Dracone | Super Nova Racing | 1'38"516 |
| Autodromo di Vallelunga | 2 marzo (pomeriggio) | Vittorio Ghirelli | Ibiza Racing Team | 1'25"807 |
| Autodromo di Vallelunga | 3 marzo              | Antônio Pizzonia  | Zele Racing       | 1'23"196 |

## Piloti e scuderie
| Team                | N. | Pilota                | Weekend di gare |
| ------------------- | -- | --------------------- | --------------- |
| Virtuosi UK         | 5  | Johnny Cecotto Jr.    | 1               |
| Virtuosi UK         | 72 | Nikita Zlobin         | Tutti           |
| Paolo Coloni Racing | 6  | Christof von Grünigen | Tutti           |
| Paolo Coloni Racing | 69 | Loris Spinelli        | 2               |
| Ibiza Racing Team   | 7  | Giuseppe Cipriani     | Tutti           |
| Zele Racing         | 8  | Antônio Pizzonia      | Tutti           |
| Zele Racing         | 9  | Andrés Méndez         | Tutti           |
| Zele Racing         | 10 | Luís Sá Silva         | Tutti           |
| FMS Racing          | 16 | Leonardo Pulcini      | 1               |
| FMS Racing          | 23 | Facu Regalia          | Tutti           |

## Circuiti e gare
In questa stagione, per la prima volta, il campionato non effettua nessuna data sul territorio italiano. Vengono confermate di Le Castellet e dell'Hungaroring, evento inaugurale del campionato. Tornano il Circuito di Silverstone e quello di Brno, dopo una stagione di assenza. Fanno il loro esordio, nella serie, il Circuito di Barcellona e quello di Zandvoort. Entrambi erano stati tappa dell'Euroseries 3000, serie da cui deriva l'Auto GP.  Il Circuito di Marrakech, indicato inizialmente come sede della prima gara della stagione, è stato poi escluso dal calendario. In seguito alla sospensione anzitempo del campionato si svolgono solo le tappe di Budapest e Silverstone.

## Risultati e classifiche

### Risultati
| Gara | Gara | Circuito    | Tempo     | Velocità    | Pole Position    | GPV              | Vincitore        | Team        |
| ---- | ---- | ----------- | --------- | ----------- | ---------------- | ---------------- | ---------------- | ----------- |
| 1    | G1   | Hungaroring | 40'40"898 | 122,8 km/h  | Antônio Pizzonia | Facu Regalia     | Facu Regalia     | FMS Racing  |
| 1    | G2   | Hungaroring | 32'56"764 | 159,61 km/h |                  | Antônio Pizzonia | Antônio Pizzonia | Zele Racing |
| 2    | G1   | Silverstone | 16'15"681 | 195,6 km/h  | Facu Regalia     | Antônio Pizzonia | Antônio Pizzonia | Zele Racing |
| 2    | G2   | Silverstone | 14'38"384 | 193,2 km/h  |                  | Facu Regalia     | Luís Sá Silva    | Zele Racing |

### Classifica piloti
I punti sono assegnati secondo lo schema seguente:
| Sistema di punteggio | Sistema di punteggio | Sistema di punteggio | Sistema di punteggio | Sistema di punteggio | Sistema di punteggio | Sistema di punteggio | Sistema di punteggio | Sistema di punteggio | Sistema di punteggio | Sistema di punteggio | Sistema di punteggio | Sistema di punteggio |
| Posizione            | 1º                   | 2º                   | 3º                   | 4º                   | 5º                   | 6º                   | 7º                   | 8º                   | 9º                   | 10º                  | Pole                 | GPV                  |
| -------------------- | -------------------- | -------------------- | -------------------- | -------------------- | -------------------- | -------------------- | -------------------- | -------------------- | -------------------- | -------------------- | -------------------- | -------------------- |
| Gara 1               | 25                   | 18                   | 15                   | 12                   | 10                   | 8                    | 6                    | 4                    | 2                    | 1                    | 2                    | 1                    |
| Gara 2               | 20                   | 15                   | 12                   | 10                   | 8                    | 6                    | 4                    | 3                    | 2                    | 1                    |                      | 1                    |

| Pos | Pilota                | HUN | HUN | SIL | SIL | Punti |
| --- | --------------------- | --- | --- | --- | --- | ----- |
| 1   | Antônio Pizzonia      | 2   | 1   | 1   | 3   | 79    |
| 2   | Facu Regalia          | 1   | 6   | 2   | 2   | 68    |
| 3   | Luís Sá Silva         | 6   | 4   | 3   | 1   | 53    |
| 4   | Nikita Zlobin         | 7   | 5   | 4   | 7   | 30    |
| 5   | Leonardo Pulcini      | 4   | 2   |     |     | 27    |
| 6   | Christof von Grünigen | 3   | 8   | NP  | 5   | 26    |
| 7   | Giuseppe Cipriani     | Rit | 7   | 5   | 4   | 24    |
| 8   | Johnny Cecotto Jr.    | 5   | 3   |     |     | 22    |
| 9   | Andrés Méndez         | 8   | 9   | 6   | 6   | 20    |
|     | Loris Spinelli        |     |     | WD  | WD  | 0     |
| Pos | Pilota                | HUN | HUN | SIL | SIL | Punti |

| Colore  | Risultato             |
| ------- | --------------------- |
| Oro     | Vincitore             |
| Argento | 2º posto              |
| Bronzo  | 3º posto              |
| Verde   | Finito a punti        |
| Blu     | Finito senza punti    |
| Viola   | Ritirato (Rit)        |
| Viola   | Non classificato (NC) |
| Rosso   | Non qualificato (NQ)  |
| Nero    | Squalificato (SQ)     |
| Bianco  | Non partito (NP)      |
| Bianco  | Non ha gareggiato     |
| Bianco  | Infortunato (INF)     |
| Bianco  | Escluso (ES)          |
| Bianco  | Gara cancellata (C)   |

### Classifica scuderie
| Pos | Team                | HUN | HUN | SIL | SIL | Punti |
| --- | ------------------- | --- | --- | --- | --- | ----- |
| 1   | Zele Racing         | 2   | 1   | 1   | 1   | 132   |
| 1   | Zele Racing         | 6   | 4   | 3   | 3   | 132   |
| 2   | FMS Racing          | 1   | 2   | 2   | 2   | 95    |
| 2   | FMS Racing          | 4   | 6   |     |     | 95    |
| 3   | Virtuosi UK         | 5   | 3   | 4   | 6   | 52    |
| 3   | Virtuosi UK         | 7   | 5   |     |     | 52    |
| 4   | Paolo Coloni Racing | 3   | 8   | NP  | 5   | 26    |
| 4   | Paolo Coloni Racing |     |     | WD  | WD  | 26    |
| 5   | Ibiza Racing Team   | Rit | 7   | 5   | 4   | 24    |
| Pos | Team                | HUN | HUN | SIL | SIL | Punti |

| Colore  | Risultato             |
| ------- | --------------------- |
| Oro     | Vincitore             |
| Argento | 2º posto              |
| Bronzo  | 3º posto              |
| Verde   | Finito a punti        |
| Blu     | Finito senza punti    |
| Viola   | Ritirato (Rit)        |
| Viola   | Non classificato (NC) |
| Rosso   | Non qualificato (NQ)  |
| Nero    | Squalificato (SQ)     |
| Bianco  | Non partito (NP)      |
| Bianco  | Non ha gareggiato     |
| Bianco  | Infortunato (INF)     |
| Bianco  | Escluso (ES)          |
| Bianco  | Gara cancellata (C)   |